# Samsung Galaxy F15 5G
O Samsung Galaxy F15 5G é um smartphone Android de gama média fabricado pela Samsung Electronics como parte da sua série F. O telefone tem uma bateria de 6000mAh, uma câmara principal de 50MP, bem como um sensor ultra-amplo e de profundidade, e um ecrã super AMOLED de 6,6 polegadas.
O Galaxy F15 5G foi lançado em 4 de março de 2024 na Índia e estava disponível no mercado em 11 de março de 2024.